# Ulman Weiß
Ulman Weiß (* 10. Juni 1949 in Erfurt; † 6. August 2023 ebenda) war ein deutscher Historiker und Hochschullehrer.

## Leben
Ulman Weiß war der jüngere Sohn des Papierhistorikers und Wasserzeichenforschers Wisso Weiß und dessen zweiter Ehefrau Herta, geb. Probst. Er absolvierte nach dem Abitur von 1968 bis 1972 ein Studium der Germanistik, Geschichte und Pädagogik in Greifswald und war im Anschluss drei Jahre lang als Lehrer tätig. Von 1975 bis 1991 war er wissenschaftlicher Mitarbeiter im Zentralinstitut für Geschichte der Akademie der Wissenschaften der DDR. Er wurde 1983 promoviert. Seit 1993 war er an der Pädagogischen Hochschule in Erfurt tätig. Seine Habilitationsschrift wurde 2004 an der Universität Erfurt angenommen und 2007 veröffentlicht. Im Juli 2014 wurde ihm durch den Präsidenten der Universität die Würde des außerplanmäßigen Professors verliehen.
Mehrfach setzte sich Ulman Weiß mit Leben und Werk seines Großvaters Karl Theodor Weiß auseinander. Er trug dafür Sorge, dass dessen Nachlass sowie der seines Vaters im Deutschen Buch- und Schriftmuseum der Deutschen Nationalbibliothek in Leipzig eine dauerhafte Bleibe fanden.
Ulman Weiß machte sich als Herausgeber umfangreicher Sammelwerke verdient, die sich mit Geschichte von Stadt und Universität Erfurt, erneut mit der Geschichte Erfurts, mit Flugschriften der Reformationszeit und dem Buchwesen in Spätmittelalter und früher Neuzeit befassten.

## Auszeichnungen
- 1986 Kulturpreis der Stadt Erfurt
- 1998 MDR-Literaturpreis

## Werke (Auswahl)
- Die Kirchenpolitik des Erfurter Rates in Spätmittelalter und Frühbürgerlicher Revolution. Akademie der Wissenschaften der DDR, Diss., Berlin 1983.
- Die frommen Bürger von Erfurt. Die Stadt und ihre Kirche im Spätmittelalter und in der Reformationszeit. Böhlau, Weimar 1988, ISBN 3-7400-0068-6.
- Die Lebenswelten des Esajas Stiefel oder vom Umgang mit Dissidenten (= Friedenstein-Forschungen. Band 1). Steiner, Stuttgart 2007, ISBN 978-3-515-08856-5.
- Ulman Weiß, Ulrich Bubenheimer: Schätze der Lutherbibliothek auf der Wartburg. Studien zu Drucken und Handschriften. Schnell & Steiner, Regensburg; Wartburg, Eisenach 2016, ISBN 978-3-7954-3135-8.